# Souligné-Flacé
Souligné-Flacé – miejscowość i gmina we Francji, w regionie Kraj Loary, w departamencie Sarthe.
Według danych na rok 1990 gminę zamieszkiwały 654 osoby, a gęstość zaludnienia wynosiła 40 osób/km² (wśród 1504 gmin Kraju Loary Souligné-Flacé plasuje się na 751. miejscu pod względem liczby ludności, natomiast pod względem powierzchni na miejscu 721.).